# 梭德氏櫛角菊虎
梭德氏櫛角菊虎（学名：Laemoglyptus sauteri）为菊虎科櫛角菊虎屬下的一个种。

## 同物異名
本種最初由法國昆蟲學家毛里斯·匹克所發表，但發表時僅有雄蟲而無雌蟲標本。後來蕭昀等人確認紅胸櫛角菊虎（Laemoglyptus rubrithorax）為該物種的雄蟲型態，因此根據國際動物命名法規中的優先權原則，認定紅胸櫛角菊虎為同物異名。同篇文章也確認黑足櫛角菊虎（Laemoglyptus atripes）亦為本種的同物異名。